# Sønderhøft
Sønderhøft (dansk) eller Süderhöft (tysk) er en landsby og kommune i det nordlige Tyskland under Kreis Nordfriesland i delstaten Slesvig-Holsten. Byen er beliggende ni kilometer øst for Frederiksstad på grænsen mellem marsk og gest. Kommunen grænser mod syd til landskabet Stabelholm.
Kommunen samarbejder på administrativt plan med andre kommuner i Nordsø-Trene kommunefællesskab (Amt Nordsee-Treene).
I den danske tid hørte landsbyen under Svavsted Sogn (Sønder Gøs Herred).